# 실화책임에 관한 법률
실화책임에 관한 법률은 대한민국 법률로 실화(失火)의 특수성을 고려하여 실화자에게 중대한 과실이 없는 경우 그 손해배상액의 경감(輕減)에 관한 「민법」 제765조의 특례를 정함을 목적으로 한다.

## 실화책임에관한법률 사건
실화책임에관한법률 사건은 경과실의 경우 민법 제750조 불법행위책임 적용을 배제토록 한 실화책임법에 대한 헌법재판소 판례로 12년만에 95년 3월23일 실화책임법에 대한 합헌결정(92헌가4 등)을 변경했다.

## 사실관계
청구인측 대리인인 여태양 변호사는 “불을 낸 D화학의 피해액은 4억5,000만원이지만 그중 3억5,000만원은 보험금을 받아 실제 피해액은 1억원에 불과하다”며 “그러나 신청인들의 실질적인 피해액은 20억원에 달하지만 아무런 배상도 받지 못했다”고 말했다.
그는 이어 “실화법이 ‘중과실’ 이 있는 경우에만 실화자의 책임을 인정하는 것은 가해자에게 면책을 주고, 아무런 잘못이 없는 피해자에게 모든 책임을 지우는 것으로 헌법에서 규정한 재산권을 원천 부정하는 것이다”며 위헌임을 주장했다.

## 이유
경과실로 인한 화재의 경우 실화자의 손해배상책임을 감면해 조절하는 방법을 택하지 않고 실화자의 배상책임을 전부 부정하는 방법을 택해 지나치게 실화자의 보호에만 치중하고 실화피해자의 보호를 외면한 것이어서 합리적이라고 보기 어렵다
.
화재와 연소의 규모와 원인, 피해의 대상과 내용, 실화자의 배상능력 등 손해의 공평한 분담에 관한 여러 사항을 전혀 고려하지 않고 일률적으로 실화자의 손해배상책임과 피해자의 손해배상청구권을 부정하는 것으로 일방적으로 실화자만 보호하고 실화피해자의 보호를 외면한 것으로 실화자 보호의 필요성과 실화피해자 보호의 필요성을 균형있게 조화시킨 것이라 보기 어렵다.
화재와 연소의 특성상 실화자의 책임을 제한할 필요가 있고 이러한 입법목적을 달성하기 위한 방안의 선택은 입법기관의 임무에 속해 단순위헌을 선언하기보다는 헌법불합치 선고를 해 개선입법을 촉구함이 상당하다”며 “이 법을 계속 적용할 경우 경과실로 인한 실화피해자가 아무런 보상을 받지 못하게 되는 위헌적 상태가 계속되므로 적용을 중지한다.

## 참고 문헌
- 헌법재판소 판례 2007.8.30. 2004헌가25
- 정회철, 최근 5년 헌법중요판례 200, 여산, 2012.
- 정연주, 과실책임주의 재산권보장- 헌재결 2007. 8. 30, 2004헌가25 실화책임에 관한법률위헌제청사건을 중심으로 보관됨 2016-03-04 - 웨이백 머신
- 심경수, 과실책임주의에 대한 헌법적 검토 : 헌재 2007. 8. 30. 2004헌가25, 헌법학연구, 한국헌법학회, 2008.

## 같이 보기
- 방화